# Diògenes d'Acarnània
Diògenes d'Acarnània (en llatí Diogenes, en grec antic Διογένης) fou un polític de la Lliga Etòlia.
L'any 170 aC Gai Popil·li Laenes va anar a parlar amb els etolis i diversos dirigents eren partidaris de l'establiment de guarnicions romanes al país, a Acarnània, però Diògenes s'hi va oposar i va convèncer a Gai Popil·li de no enviar soldats a aquesta regió, segons diu Polibi.